# Leonardo de Jesus Geraldo
Leonardo de Jesus Geraldo (Carapicuíba, 28 de junho de 1985) é um futebolista brasileiro que atua na defesa.

## Carreira

### Portuguesa
Leonardo foi revelado pelo Botafogo da Vila Leopoldina onde participou do Projeto Mais Um, na base do clube foi para a Portuguesa  Portuguesa, destacando-se no Campeonato Brasileiro Série B do ano de 2007.

### Olympiacos
Em 2008, foi contratado pelo Olympiacos.

### Internacional
Em 2010 foi emprestado ao Internacional para disputa do Campeonato Brasileiro de 2010 e da Copa Libertadores. Atuou muito pouco devido a lesões e acabou retornando ao Olympiacos.

### Grêmio Barueri
Em 2012, acertou com o Grêmio Barueri.

### Atlético-GO
Em 2013, acertou com o Atlético-GO.

### Vila Nova
Em 2013, acertou com o rival, o Vila Nova.

### Mogi Mirim
Acertou, para 2014, com o Mogi Mirim.

## Títulos
Portuguesa
- Campeonato Paulista Série A2: 2007

Olympiakos
- Campeonato Grego: 2007–08, 2008–09
- Copa da Grécia: 2008, 2009